# Berliner Triathlon Union
Die Berliner Triathlon Union e. V. (BTU) ist der offizielle Landesverband für Triathlon, Duathlon und Aquathlon in Berlin und Mitglied im Landessportbund Berlin sowie im Dachverband Deutsche Triathlon Union (DTU).  Der Verein fördert den Breiten- und Leistungssport und organisiert jährlich zahlreiche Wettkämpfe, darunter Landesmeisterschaften, Cups für Schüler und Jugendliche sowie Team- und Breitensportveranstaltungen.

## Aufgaben und Aktivitäten
Die BTU richtet gemeinsam mit dem Brandenburger Triathlon-Bund u. a. Landesmeisterschaften beim Berlin City Triathlon sowie Berlin-Cup-Wettkämpfe aus. Höhepunkte sind Nachwuchsrennen wie „Jugend trainiert für Olympia“, an denen regelmäßig Rekordteilnehmerzahlen erreicht werden.
Die BTU unterstützt den Landeskader, beteiligt sich an nationalen Cups und ermöglicht Talenten die Teilnahme an Junioren-Europameisterschaften. Beispielsweise startete ab dem Schuljahr 2025/26 ein Triathlon-Schwerpunkt an der Sportschule im Olympiapark Berlin, um Jugendlichen eine gezielte sportliche Ausbildung zu bieten.

## Struktur und Organisation
Die BTU ist ein eingetragener Verein (e. V.) mit Sitz in der Minzeweg 11a, 12357 Berlin. Sie arbeitet mit regionalen Vereinen zusammen und ist Teil des landesweiten Triathlonnetzwerks. Als Landesverband ist die BTU ordentliches Mitglied der Deutschen Triathlon Union (DTU) und damit Teil des bundesweiten Verbundsystems für Triathlon und verwandte Sportarten.

## Aktuelle Highlights (Auswahl)
- 2025 gewann das Herrenteam „Team Berlin Triathlon“ die 1. Triathlon-Bundesliga im Kraichgau.
- Beim Landesfinale „Jugend trainiert für Olympia“ gab es mit rund 260 Teilnehmenden einen neuen Berliner Rekord.[2]